# Marco Andretti
Marco Michael Andretti (ur. 13 marca 1987 w Nazareth w stanie Pensylwania) – amerykański kierowca wyścigowy. Syn Michaela Andrettiego, mistrza serii CART z 1991. Wnuk Mario Andrettiego, mistrza świata Formuły 1 z 1978.

## Życiorys
W 2003 ścigał się w Barber Formula Dodge Eastern Championship. W 2005 startował w serii Star Mazda oraz w Indy Lights (wtedy pod nazwą Infiniti Pro). W Indy Lights odniósł 3 zwycięstwa i pomimo startów jedynie w połowie sezonu zajął w nim dziesiąte miejsce.
Przed rozpoczęciem sezonu 2006 z zespołu Andretti Green Racing, którego współwłaścicielem był ojciec Marco, odszedł Dan Wheldon, świeżo koronowany mistrz Indy Racing League. W tej sytuacji nowym kierowcą zespołu został Marco Andretti. Został jednocześnie najmłodszym kierowcą w historii IRL. W pierwszym sezonie dwukrotnie stanął na podium – zajął drugie miejsce podczas Indianapolis 500 oraz wygrał wyścig na torze Sonoma Raceway co dało mu siódme miejsce w klasyfikacji końcowej sezonu.
W drugim sezonie w IRL ponownie dwukrotnie stanął na podium (dwa drugie miejsca), ale nie ukończył 10. z 17. wyścigów co dało mu tylko jedenaste miejsce w końcowej klasyfikacji. W 2008 po połączeniu się IRL z Champ Car wzrosła konkurencja na torze. Marco dobrze radził sobie na torach owalnych (cztery razy na podium), ale na torach drogowych był kierowcą środka stawki co w sumie dało mu ponownie siódme miejsce w klasyfikacji końcowej. W sezonie 2009 prezentował zbliżoną ale dość wyrównaną formę, jednak nie udało mu się ani razu stanąć na podium i ostatecznie zajął ósme miejsce w klasyfikacji. W sezonie 2010 trzykrotnie stawał na najniższym stopniu podium, ukończył wszystkie wyścigi z wyjątkiem jednego, a w klasyfikacji generalnej ponownie zajął ósme miejsce. Sezon 2011 był podobny w wykonaniu Marco, zajął w nim ósme miejsce, z tym że udało mu się odnieść drugie zwycięstwo w karierze.
Sezon 2012 był zdecydowanie najsłabszy w jego startach w IndyCar, zajął w nim dopiero 16. miejsce w klasyfikacji generalnej. Natomiast rok później Marco zaliczył swój najlepszy sezon. Pomimo braku zwycięstw, cały czas utrzymywał się w czołówce, a w pewnym momencie nawet był liderem klasyfikacji, by ostatecznie zająć piąte miejsce na koniec sezonu.

## Wyniki

### Indianapolis 500
| Rok  | Nadwozie | Silnik    | Start | Wynik | Uwagi                  |
| ---- | -------- | --------- | ----- | ----- | ---------------------- |
| 2006 | Dallara  | Honda     | 9     | 2     |                        |
| 2007 | Dallara  | Honda     | 9     | 24    | Wypadek                |
| 2008 | Dallara  | Honda     | 7     | 3     |                        |
| 2009 | Dallara  | Honda     | 8     | 30    | Uszkodzenie po wypadku |
| 2010 | Dallara  | Honda     | 16    | 3     |                        |
| 2011 | Dallara  | Honda     | 27    | 9     |                        |
| 2012 | Dallara  | Chevrolet | 4     | 24    | Wypadek                |
| 2013 | Dallara  | Chevrolet | 3     | 4     |                        |

### Podsumowanie
| Sezon     | Seria                   | Zespół                | Starty | PP | Zwyc. | Punkty | Pozycja |
| --------- | ----------------------- | --------------------- | ------ | -- | ----- | ------ | ------- |
| 2005      | Star Mazda              | MJ Motorsports        | 12     | 0  | 0     | 288    | 5.      |
| 2005      | IRL Infiniti Pro Series | Andretti Green Racing | 6      | 3  | 3     | 250    | 10.     |
| 2006      | IRL IndyCar Series      | Andretti Green Racing | 14     | 0  | 1     | 325    | 7.      |
| 2007      | IRL IndyCar Series      | Andretti Green Racing | 17     | 0  | 0     | 350    | 11.     |
| 2008      | IRL IndyCar Series      | Andretti Green Racing | 18     | 1  | 0     | 363    | 7.      |
| 2008/2009 | A1 Grand Prix           | A1 Team USA           | 10     | 0  | 0     | 24     | 11.     |
| 2009      | IRL IndyCar Series      | Andretti Green Racing | 17     | 0  | 0     | 380    | 8.      |
| 2010      | IRL IndyCar Series      | Andretti Autosport    | 17     | 0  | 0     | 392    | 8.      |
| 2011      | IRL IndyCar Series      | Andretti Autosport    | 17     | 0  | 1     | 337    | 8.      |
| 2012      | IRL IndyCar Series      | Andretti Autosport    | 15     | 1  | 0     | 278    | 16.     |
| 2013      | IRL IndyCar Series      | Andretti Autosport    | 19     | 2  | 0     | 484    | 5.      |
| 2014      | Verizon IndyCar Series  | Andretti Autosport    | 18     | 0  | 0     | 463    | 9.      |
| 2014/2015 | Formuła E               | Andretti Autosport    | 1      | 0  | 0     | 0      | 30.     |

## Życie prywatne
Od 2008 roku spotykał się z polsko-amerykańską modelką Martą Krupą, z którą zaręczył się w 2016 roku. Para wzięła ślub 23 września 2017 roku. W dniu 11 grudnia 2021 roku para ogłosiła rozstanie.  